# The Hills (песня)
«The Hills» (с англ. — «Холмы») — песня канадского певца The Weeknd. Композиция была выпущена 27 мая 2015 года как лид-сингл с его второго альбома Beauty Behind the Madness (2015).

## Отзывы критиков
Отзывы критиков на «The Hills» были положительными, причём большинство критиков похвалили его, как за возвращение в форму для Уикнда, чей предыдущий сингл «Earned It» отметили в более поп-ориентированном направлении. Джеймс Шотуэлл из Under the Gun Review писал, что сингл хорошо коррелирует с прежними работами Абеля, но «способность Абеля создавать что-то совершенно гипнотическое независимо от продакшна никогда не перестаёт удивлять». Брайан Мэнсфилд из USA Today отметил, что «когда в песне начинается хук из хоррор-фильма — культовой классики „У холмов есть глаза“ (англ. The Hills Have Eyes) Уэса Крейвена — вы понимаете, что обязательно будет беда». В аналитической части для Pitchfork Ханна Гиоргис назвала «The Hills» «тёмным, почти противоречивым созерцанием похоти, наркотиков и славы», в то же время подметив, что «для тех, кто знаком с его репертуаром, единственным твистом в „The Hills“ будет концовка: как затихают окончательные аккорды, женский голос, слащавый и спокойный, вступает в борьбу со своего рода колыбельной — не на английском, но на амхарском, основном языке Эфиопии и родном для Уикнда». Она продолжает тщательно выводить мелодическое и текстовое происхождение песни с эфиопской диаспоры. Далее она пишет, что «фамильярность напряжённого вибрато Тесфайе делает его преемником музыкальных наследий, которые Абиссиния рождала на протяжении нескольких поколений…». В обзоре для New York Post Хардип Фулл написал, что «фанаты „Пятидесяти оттенков серого“, которые открыли Уикнда (настоящее имя Абель Тесфайе) через его хит „Earned It“, будут шокированы, потому что он в блистательно зловещей форме на своём новом треке». Продолжая, Фулл говорит, что «Когда дело доходит показать Дона Жуана с тёмной стороны, этот парень делает Кристиана Грея похожим на Неда Фландерса».

## Коммерческий успех
В Соединённых Штатах «The Hills» вошли в Billboard Hot 100 на позиции № 20 в чарте, датированном 13 июня 2015 года; это был высочайший дебют недели. На этот дебют преимущественно повлияли цифровые продажи 109 000 копий сингла за первую неделю и 5,2 миллиона прослушиваний онлайн внутри страны, не без помощи одновременного с выходом сингла релиза видеоклипа. На следующей неделе сингл опустился на одну позицию, но зато достиг наибольшего прироста в онлайн-прослушиваниях в чарте. С тех пор сингл достиг пика на позиции № 4, став четвёртым синглом Уикнда, попавшим в топ-10. По достижении синглом 4-го места Уикнд стал первым сольным мужским исполнителем (как основной артист на обоих песнях) с двумя одновременно входящими в топ-5 в чарте Hot 100 («The Hills» and «Can’t Feel My Face») за более, чем 5 лет, после B.o.B в 2010-м. На август 2015 года «The Hills» был продан числом 1 013 000 копий по стране.

## Музыкальное видео
Видео начинается с показа разбитого перевёрнутого автомобиля. Абель выползает из транспортного средства и помогает выбраться двум другим женщинам. По мере продолжения песни Абель в гордом одиночестве спускается по тёмной улице, и примерно к середине композиции разбитое авто взрывается позади него. Время от времени его методично толкает одна из женщин из автомобиля. К концу песни он входит в заброшенный особняк и поднимается по лестнице в комнату, освещённую красным светом, которая символизирует факт того, что он попал в ад за то, как он обращается с женщинами в своих песнях. Мужчина, удерживающий яблоко, сидит в ожидании исполнителя рядом с двумя женщинами из автомобиля — и в это время картина мгновенно затемняется.
Мужчина из особняка — тот же мужчина, что и в видеоклипе «Can’t Feel My Face», который, сидя в толпе, поджигает певца. Этот же мужчина появляется и в клипе «Tell Your Friends».

## Список композиций
| №  | Название    | Автор(ы)                                                              | Продюсер                           | Длительность |
| -- | ----------- | --------------------------------------------------------------------- | ---------------------------------- | ------------ |
| 1. | «The Hills» | Абель Тесфайе Ахмад Балше Эммануэль Никерсон Карло Монтаньезе [англ.] | Million $ Mano Иллейнджело [англ.] | 4:02         |

## Чарты
| Чарт (2015-16)                         | Лучшая позиция |
| -------------------------------------- | -------------- |
| Австралия (ARIA)                       | 3              |
| Australian Urban (ARIA)                | 3              |
| Австрия (Ö3 Austria Top 40)            | 31             |
| Бельгия/Фландрия (Ultratop 50)         | 18             |
| Бельгия/Фландрия (Ultratop Urban)      | 3              |
| Бельгия/Валлония (Ultratop 50)         | 18             |
| Канада (Billboard Canadian Hot 100)    | 1              |
| СНГ (TopHit Airplay)                   | 14             |
| Чехия (Rádio — Top 100)                | 12             |
| Чехия (Singles Digitál Top 100)        | 12             |
| Дания (Tracklisten)                    | 11             |
| Франция (SNEP)                         | 11             |
| Германия (GfK)                         | 10             |
| Венгрия (Single Top 40)                | 19             |
| Ирландия (IRMA)                        | 4              |
| Италия (FIMI)                          | 47             |
| Lebanon (Lebanese Top 20)              | 16             |
| Нидерланды (Single Top 100)            | 29             |
| Новая Зеландия (Recorded Music NZ)     | 2              |
| Норвегия (VG-lista)                    | 16             |
| Россия (TopHit)                        | 12             |
| Шотландия (OCC Scotland)               | 9              |
| Словакия (Rádio — Top 100)             | 38             |
| Словакия (Singles Digitál Top 100)     | 8              |
| Испания (PROMUSICAE)                   | 64             |
| Швеция (Sverigetopplistan)             | 12             |
| Швейцария (Schweizer Hitparade)        | 23             |
| Украина (TopHit)                       | 38             |
| Великобритания (OCC UK Hip Hop/R&B)    | 1              |
| Великобритания (OCC UK Singles)        | 3              |
| США (Billboard Hot 100)                | 1              |
| США (Billboard Adult Pop Airplay)      | 40             |
| США (Billboard Dance Club Songs)       | 41             |
| США (Billboard Dance/Mix Show Airplay) | 6              |
| США (Billboard Hot R&B/Hip-Hop Songs)  | 1              |
| США (Billboard Pop Airplay)            | 2              |
| США (Billboard Rhythmic)               | 1              |

| Чарт (2018)                                | Позиция |
| ------------------------------------------ | ------- |
| US Top TV Commercials (Billboard and Clio) | 4       |

| Чарт (2015)                          | Позиция |
| ------------------------------------ | ------- |
| Australia (ARIA)                     | 20      |
| Australia Urban (ARIA)               | 8       |
| Canada (Canadian Hot 100)            | 18      |
| Denmark (Tracklisten)                | 38      |
| Germany (Official German Charts)     | 54      |
| Netherlands (Single Top 100)         | 96      |
| New Zealand (Recorded Music NZ)      | 18      |
| Sweden (Sverigetopplistan)           | 63      |
| UK Singles (Official Charts Company) | 25      |
| US Billboard Hot 100                 | 10      |
| US Hot R&B/Hip-Hop Songs (Billboard) | 4       |
| US Hot R&B Songs (Billboard)         | 1       |
| US Mainstream Top 40 (Billboard)     | 29      |
| US Rhythmic (Billboard)              | 5       |

| Чарт (2016)                          | Позиция |
| ------------------------------------ | ------- |
| Australia Urban (ARIA)               | 19      |
| Canada (Canadian Hot 100)            | 39      |
| France (SNEP)                        | 134     |
| Russia (Tophit)                      | 29      |
| UK Singles (Official Charts Company) | 77      |
| US Billboard Hot 100                 | 32      |
| US Hot R&B/Hip-Hop Songs (Billboard) | 10      |
| US Hot R&B Songs (Billboard)         | 5       |

## Сертификация
| Регион | Сертификация   | Продажи    |
| --- | -------------- | ---------- |
| Австралия (ARIA) | 10× Платиновый | 700 000    |
| Бельгия (BEA) | Золотой        | 10 000     |
| Канада (Music Canada) | Бриллиантовый  | 800 000    |
| Дания (IFPI Danmark) | 2× Платиновый  | 180 000    |
| Германия (BVMI) | 3× Золотой     | 600 000    |
| Италия (FIMI) | Платиновый     | 50 000     |
| Мексика (AMPROFON) | 2× Платиновый  | 120 000    |
| Новая Зеландия (RMNZ) | 2× Платиновый  | 30 000*    |
| Норвегия (IFPI Norway) | Золотой        | 20 000     |
| Польша (ZPAV) | 4× Платиновый  | 200 000    |
| Португалия (AFP) | 3× Платиновый  | 60 000     |
| Испания (PROMUSICAE) | Золотой        | 20 000     |
| Швеция (GLF) | 3× Платиновый  | 120 000    |
| Великобритания (BPI) | 4× Платиновый  | 2 400 000  |
| США (RIAA) | 11× Платиновый | 11 000 000 |
| Стриминг |                |            |
| Греция (IFPI Greece) | 2× Платиновый  | 4 000 000  |
| * Данные о продажах приведены только на основе сертификации. · Данные о продажах + прослушиваниях приведены только на основе сертификации. · Данные только о прослушиваниях приведены на основе сертификации. |                |            |

## История релиза
| Регион | Дата        | Формат               | Лейбл               |
| ------ | ----------- | -------------------- | ------------------- |
| Канада | 26 мая 2015 | Цифровая дистрибуция | XO Republic Records |